# Allium retrorsum
Allium retrorsum — вид трав'янистих рослин родини амарилісові (Amaryllidaceae), ендемік Туреччини.

## Опис
Цибулина 15–20 × 10–14 мм, зовнішні оболонки сірувато-коричневі. Стебла одиночні або парні, заввишки 15–25 см, вкриті листям на 1/2 довжини. Листки завдовжки до 20 см. Суцвіття довжиною 10–25 мм. Листочки оцвітини зеленувато-жовтого кольору з відтінками рожевого та багрового кольорів, округлі на верхівці, завдовжки 4.5 мм, ширини 2 мм, внутрішні шириною 1.5–1.8 мм. Пиляки 1.8 × 0.8 мм. Зав'язь еліпсоїдна, зеленуватого кольору, 1.5–2 × 1.2–1.8 мм. Коробочка майже куляста, 3.5 × 3.5 мм. 2n = 16.

## Поширення
Поширений у південно-східній Туреччині.
Населяє чагарникові громади гірського поясу.